# 天理東インターチェンジ
天理東インターチェンジ（てんりひがしインターチェンジ）は、奈良県天理市石上町にある名阪国道のインターチェンジである。1970年3月25日、天理IC - 五ヶ谷IC間に当ICが新たに開通・供用開始された。
バス停留所（国道岩屋バスストップ）を併設している。

## 道路
- E25 名阪国道（28番）

## 接続道路
- 奈良県道51号天理環状線
- 奈良県道192号福住横田線

## 国道岩屋バスストップ
天理東インターチェンジに併設されているバス停留所。自動車専用道路ではあるが、高速バス以外の一般路線バスも運行されている。

### 停車するバス
奈良交通
- 18系統 - 天理駅 行、針インター 行
- 21系統 - 天理駅 行、山辺高校 行

### 隣のBS
- 名阪国道

国道五ヶ谷BS - 国道岩屋BS

## 周辺
- 白川ダム
- シャープ総合開発センター
- 天理教教会本部（南へ約1.5 km）

## 隣
E25 名阪国道
(26) 福住IC - 高峰SA - (27) 五ヶ谷IC - (28) 天理東IC - (29) 天理IC